# NGC 4758
NGC 4758 ist eine 13,3 mag helle Irreguläre Galaxie vom Hubble-Typ Im im Sternbild Haar der Berenike und etwa 54 Millionen Lichtjahre von der Milchstraße entfernt.
Sie wurde am 21. März 1784 von Wilhelm Herschel mit einem 18,7-Zoll-Spiegelteleskop entdeckt, der sie dabei mit „vF, not S“ beschrieb.